# Dallia pectoralis
Dallia pectoralis ist ein Süßwasserfisch aus der Ordnung der Hechtartigen (Esociformes). Er lebt in Alaska, den Inseln des Beringmeeres und am Ende der Tschuktschen-Halbinsel im nordöstlichen Sibirien.

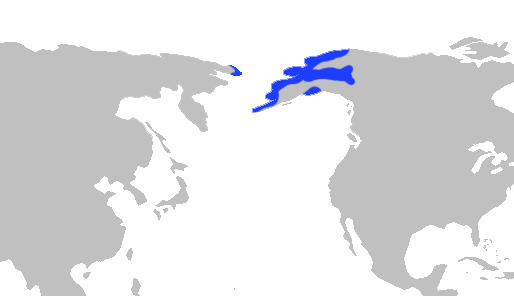
Verbreitungsgebiet

## Merkmale
Die Fische haben eine kurze, flache Schnauze und, wie die Hechte, weit nach hinten verlagerte Rücken- und Afterflossen. Die Kiemenreusefortsätze sind kurz. Das Seitenlinienorgan hat winzige Poren. Entlang der Körpermitte haben sie 76 bis 100 Schuppen. Die Brustflossen sind gerundet, die Bauchflossen sehr klein und stehen weit hinten, kurz vor dem Anus. Die Schwanzflosse ist breit und abgerundet.
Die Fische werden 33 Zentimeter lang. Sie sind oberseits dunkelgrün oder braun, die Unterseite ist hell mit dunkeln Flecken. Auf den Flanken haben sie vier bis sechs unregelmäßige dunkle Bänder oder Flecken. Rücken-, After und Schwanzflosse haben einen dunkelbraunen Rand, der bei laichbereiten Tieren rot oder rosafarben wird.
Flossenformel: Dorsale 10–14, Anale 12–16, Ventrale 3, Pectorale 33

## Lebensweise
Die Fische leben normalerweise in stark bewachsenen Sümpfen und Teichen, gelegentlich auch in mittleren und großen Flüssen und Seen mit reichlicher Vegetation. Sie wandern im Frühling von den Flussunterläufen stromaufwärts zu ihren Laichgründen und im Herbst zurück in tiefere Gewässer. Dallia pectoralis ist sehr kältetolerant und überlebt auch das teilweise Einfrieren. Die Fische können ihre Speiseröhre als zusätzliches Atemorgan nutzen.

## Systematik
Traditionell wird die Gattung Dallia in die Familie der Hundsfische (Umbridae) gestellt. Phylogenetische Untersuchungen in letzter Zeit legen aber nahe, dass Dallia näher mit den Hechten (Esox) als mit Umbra verwandt ist; Dallia ist demnach die Schwesterart eines Taxons aus Esox und Novumbra hubbsi, einer weiteren Art, die traditionell in die Familie Umbridae gestellt wird. Alle drei Gattungen zusammen sind die Schwestergruppe von Umbra. Wiley und Johnson ordneten Dallia deshalb in die Familie Esocidae ein.
Neben Dallia pectoralis (dem „Alaskan blackfish“) wurden zwei weitere Arten der Gattung Dallia beschrieben, die aber wenig erforscht und vielleicht nur Synonyme zu Dallia pectoralis sind. Beide Arten leben im nordöstlichen Sibirien.
- Dallia admirabilis Chereshnev, 1980
- Dallia delicatissima Smitt, 1881